# 前田浩 (化学者)
前田 浩（まえだ ひろし、1938年12月22日 - 2021年5月18日）は、日本の化学者。熊本大学医学部名誉教授。
兵庫県宍粟市（旧・山崎町）出身。熊本大学医学部教授、崇城大学薬学部教授などを歴任した。

## 業績
1979年にネオカルジノスタチンをスチレン-マレイン酸共重合体に結合させた高分子化制がん剤「スマンクス」を開発してさらに研究を進めて、1986年に高分子薬剤が選択的にがん局所に留まりやすい現象である「EPR効果 (Enhanced Permeability and Retention effect)」 (en) を、松村保広と共に提唱した。また、ウイルスや細菌学などの感染局所において生体側の応答としてスーパーオキサイドや一酸化窒素などラジカル分子が大量に生成し、細胞や核酸に傷害（変異など）を起こすことを初めて明らかにした。

## 略歴
- 兵庫県立龍野高等学校卒業。
- 1962年 - 東北大学農学部食糧化学科卒業[2]
- 1964年 - カリフォルニア大学デービス校 大学院修了（R.E. Feeney教授）[2]
- 1968年 - 東北大学大学院 博士課程修了[2][4][5]
- 1968年 - ハーバード大学癌研究所 主任研究員[2]
- 1971年 - 熊本大学医学部微生物学講座 助教授[2]
- 1981年 - 熊本大学医学部微生物学講座 教授
- 2004年 - 熊本大学退官、同 名誉教授
- 2005年 - 崇城大学薬学部 教授[2]
- 2011年 - 崇城大学DDS研究所 特任教授[2]
- 2017年 - 崇城大学DDS研究所 退官[2]
- 2018年 - 瑞宝中綬章受章[6]
- 2021年5月18日午前6時25分、肝不全のため熊本市内の病院で死去した[7]。82歳没。死没日をもって正四位に叙される[8]。

## 学術賞
- 日本細菌学会浅川賞[2]
- 1996年度 - 高松宮妃癌研究基金学術賞[2]
- E.K.Frey-E.Werle財団 Commemorative Gold Medal[2]
- 米国Controlled Release Society
- 2003年 - Nagai Innovation Award for Outstanding Achievement[2]
- 王立英薬学会Life Time Achievement Award
- CRS College of Fellows Award
- 西日本文化賞
- 日本DDS学会 永井賞
- 2011年 - 日本癌学会 吉田富三賞[2]
- 熊日賞[2]
- 2016年 - トムソン・ロイター引用栄誉賞 [9][10]

## 著書

### 単著
- 『野菜はガン予防に有効か: 酸素ラジカルを巡る諸問題: 体に有害な酸素ラジカルを除きガン予防・老化予防をめざして』菜根出版、1995年1月。ISBN 4-7820-0104-5。
- 『ガンは予防が最大の戦略: 栄養学の新しい展開』菜根出版〈Saikon select〉、1996年12月。ISBN 4-7820-0126-6。
- 『活性酸素と野菜の力: 21世紀の健康を考える』幸書房、2007年12月1日。ISBN 978-4-7821-0311-1。
- Recollections of 45 years in research: from protein chemistry to polymeric drugs to the EPR effect in cancer therapy. Protein biochemistry, synthesis, structure and cellular functions. Nova Science Publishers. (2012-05-01). ISBN 978-1617611018
- 『抗がん剤の世界的権威が直伝！ 最強の野菜スープ』マキノ出版、2017年11月16日。ISBN 978-4-8376-7262-3。

### 共著
- 前田浩、古澤靖子『最強の野菜スープ: 活用レシピ: 抗がん剤の世界的権威が伝授！』マキノ出版、2018年11月。ISBN 978-4-8376-7284-5。

### 編著
- （稲田祐二との共編） 編『これからの化学修飾』共立出版〈タンパク質ハイブリッド, 続〉、1988年5月20日。ISBN 4-320-05351-6。
- Koprowski, H.; Maeda, H., eds (June 22, 1995). The Role of nitric oxide in physiology and pathophysiology. Current topics in microbiology and immunology. 196. Springer-Verlag. ISBN 3540582142
- Maeda, H.; Edo, K.; Ishida, N., eds (January 7, 1997). Neocarzinostatin: the past, present, and future of an anticancer drug. Springer. ISBN 4431701877
- （奥田拓道、高田明和との共編） 編『病気を理解するための生理学・生化学』（改訂2版）金芳堂、1998年4月。ISBN 4-7653-0891-X。
- Kabanov, Alexander; Kataoka, Kazunori; Maeda, Hiroshi et al., eds (March 31, 2003). Polymer drugs in the clinical stage : advantages and prospects. Advances in experimental medicine and biology. 519. Kluwer Academic/Plenum. ISBN 0306474719

### 監修
- 植松規浩『魅惑の健康茶「ルイボスティー」: “抗酸化作用"があなたの美容と健康を守る: Rooibos tea』現代書林、1993年8月。ISBN 4-87620-673-2。